# Ángeles García Madrid
Ángeles García Madrid   (Torrejón de Ardoz, 1918 - Madrid, 8 de novembre de 2015) va ser una escriptora i poetessa espanyola.

## Biografia
Va néixer a Torrejón d'Ardoz de pares emigrants provinents de Ciudad Real. Als pocs mesos la família va anar a viure a Madrid, doncs al seu pare, que treballava com a ferroviari, li van concedir un trasllat. Amb 13 anys va començar de sastressa en un taller de costura cobrant una pesseta diària, tots els dies de la setmana. Allí va ser on va començar el seu interès per la poesia quan una oficiala li va mostrar un poema d'un pretendent. Amb els seus primers estalvis va comprar un diccionari per a augmentar el seu lèxic i començar amb els seus primers escrits, el seu primer poema va ser per al seu nebot que va néixer al poc temps, donant principi la seva activitat com a escriptora.

### Guerra civil i postguerra
Als 16 anys, va entrar a formar part del Cercle Socialista, començant a interessar-se per la política i afiliant-se al Partit Socialista Obrer Espanyol (PSOE) participant en obres de teatre i venent el periòdic Renovación. El 1936 va esclatar la guerra civil espanyola i va començar a treballar en un taller de costura dedicat a fabricar uniformes per a la 49 Brigada Mixta que s'hi havia format al barri de Pacífic. En marxar els homes al capdavant, les Joventuts Socialistes Unificades (JSU) van demanar voluntaris per a cobradors de tramvia i García-Madrid es va presentar voluntària. Va passar els últims 8 mesos de guerra exercint aquest treball al costat de Julia Conesa, una de les Tretze Roses. Després del final de la guerra, l'1 d'abril de 1939, Ángeles va romandre 20 dies més treballant com a cobradora de tramvia, ja sota el mandat franquista, fins que va ser expulsada.
El 14 de maig de 1939, ella i la seva mare van ser detingudes en el seu domicili al costat de 25 dels 30 residents de l'immoble, acusats per un altre veí. El seu pare havia estat detingut prèviament i empresonat en Comendadores, on va passar 5 anys a la presó, després dels quals va ser posat en llibertat en sobreseure-li la causa.
García Madrid compta la seva detenció i presó en el llibre Requiem por la llibertad. Va passar 20 dies al centre de detenció del carrer d'Almagro, on va ser colpejada i va presenciar diàriament tortures a altres companys. Va romandre en una sala contigua a la utilitzada per a interrogar i torturar als detinguts. Després d'Almagro va passar a la presó de Vendes, en els mateixos temps que les Tretze Roses. Va ser situada en la Galeria Primera Dreta, de penades a mort. Va ser testimoni d'una de les primeres saques de Ventas: la de les germanes Manuela i Teresa Guerra Basanta, executades el 24 de juny. I també de les Tretze Roses, a les quals va dedicar un sonet.
Al maig de 1940 va ser jutjada i condemnada a dotze anys de presó per “auxilio a la rebelión militar”. Va romandre empresonada en Ventas fins al 14 de maig de 1940. En aquesta data va ser traslladada a la presó de Tarragona al costat d'altres companyes, un presidi dirigit per les monges oblates. D'allí va ser traslladada primer a la presó de les Corts a Barcelona i posteriorment a la de Girona, on va passar un any i 4 mesos, els 8 últims a la infermeria de tuberculosi, encara que ella el que patia era anèmia.
Al febrer de 1942 se li va concedir la llibertat condicional gràcies a un decret d'indult i va tornar a Madrid. A la seva sortida de la presó, la seva condició de "roja" i ex presa li va implicar nombroses dificultats per a aconseguir una ocupació. Per fi, va aprendre l'ofici de pantalonera i amb el temps va aconseguir fins i tot obrir un petit taller. Després de la mort de Francisco Franco va poder publicar els seus llibres de memòries i poemaris.
Va estar vinculada al Club d'Amics de la UNESCO de Madrid (CAUM), fundat per José Luis Gallego a principis dels seixanta al costat del poeta Luis Rosales que acabava de trencar amb el franquisme, Alfonso Sastre i Eva Forest, entre d'altres. Durant dotze anys va ostentar la secretaria de Cultura de l'Associació de Ex-Presos i Represaliats Polítics Antifeixistes, càrrec des del qual va impulsar la iniciativa del monument de Miguel Hernández al Parque del Oeste de Madrid, de Domínguez Uceta, erigit en 1985 i costejat per la pròpia associació. Va impartir nombroses conferències relatant la seva experiència a Espanya i a Europa.
Va morir a Madrid el 8 de novembre de 2015.

## Obra
En 1977 va publicar amb l'editorial Comunicació Literària d'Autors (CLA) Al quiebro de mis espinas: poemas desde la cárcel, poemes escrits durant la seva captivitat en la presó. Durant aquesta època va conèixer a Acàcia Uceta que va escriure sobre ella: "la seva primera notícia em va arribar a través d'un llibre de poemes, sent jo jurat d'un premi poètic al qual ella concorria. La qualitat i l'emoció d'aquell llibre, despertant la meva curiositat i instant-me a buscar a l'autora, van servir de pont per a enllaçar una veritable amistat". Segons va escriure la mateixa García-Madrid, "va anar en un d'aquests crítics moments quan Acàcia va decidir que es feia necessari que, a poc a poc, com qui tira del cap d'un gran cabdell, jo havia de tirar del fil dels meus records i reposar-lo al paper" Així, el 1982, García-Madrid va publicar el seu llibre Requiem por la Libertad, prologat per Acàcia Uceta, que seria reeditat en 2003 amb una breu nota d'Alfonso Guerra.
Abans, en 1980, havia publicat Aguas revueltas, el seu segon llibre de poemes. Altres llibres seus són. Requiem por la libertad (1982); Títere de corcho (1986); Pasos tranquilos (1993) i De la memoria ... y otras cosas (2001).

## Premis i reconeixements
- En 1993 va rebre el primer premi de poesia "Aldonza Lorenzo" de la Confederació de Casas Regionales i Provincials d'Espanya per la seva obra Pasos Tranquilos.
- En 1999 li va ser atorgat per la Federació Socialista Madrilenya del PSOE el premi “Ana Tutor”.[12]
- L'1 d'octubre de 2012 va rebre un homenatge en la seu del PSM al costat d'altres veterans del partit[13]
- Primer premi a la cultura: Ángeles García Madrid[14]

- El 14 d'abril de 2015: va rebre el Premi a Dones Lluitadores concedit per l'agrupació del PSOE del Puente de Vallecas
- En 2018 l'ajuntament de Madrid va posar el seu nom a un carrer en el barri de Baladres pertanyent al distrito de Retiro.[15]